# Hans Dammers
Hans Dammers (8 de dezembro de 1913 - 17 de março de 1944) foi um oficial alemão que serviu durante a Segunda Guerra Mundial. Foi condecorado com a Cruz de Cavaleiro da Cruz de Ferro.

## Carreira

### Patentes
Leutnant (postumamente)

### Condecorações
| Cruz de Ferro 2ª Classe                                   |
| Cruz de Ferro 1ª Classe                                   |
| Ehrenpokal der Luftwaffe (29 de junho de 1942)            |
| Cruz Germânica em Ouro (20 de julho de 1942)              |
| Cruz de Cavaleiro da Cruz de Ferro (23 de agosto de 1942) |